# Resonancia de Fermi

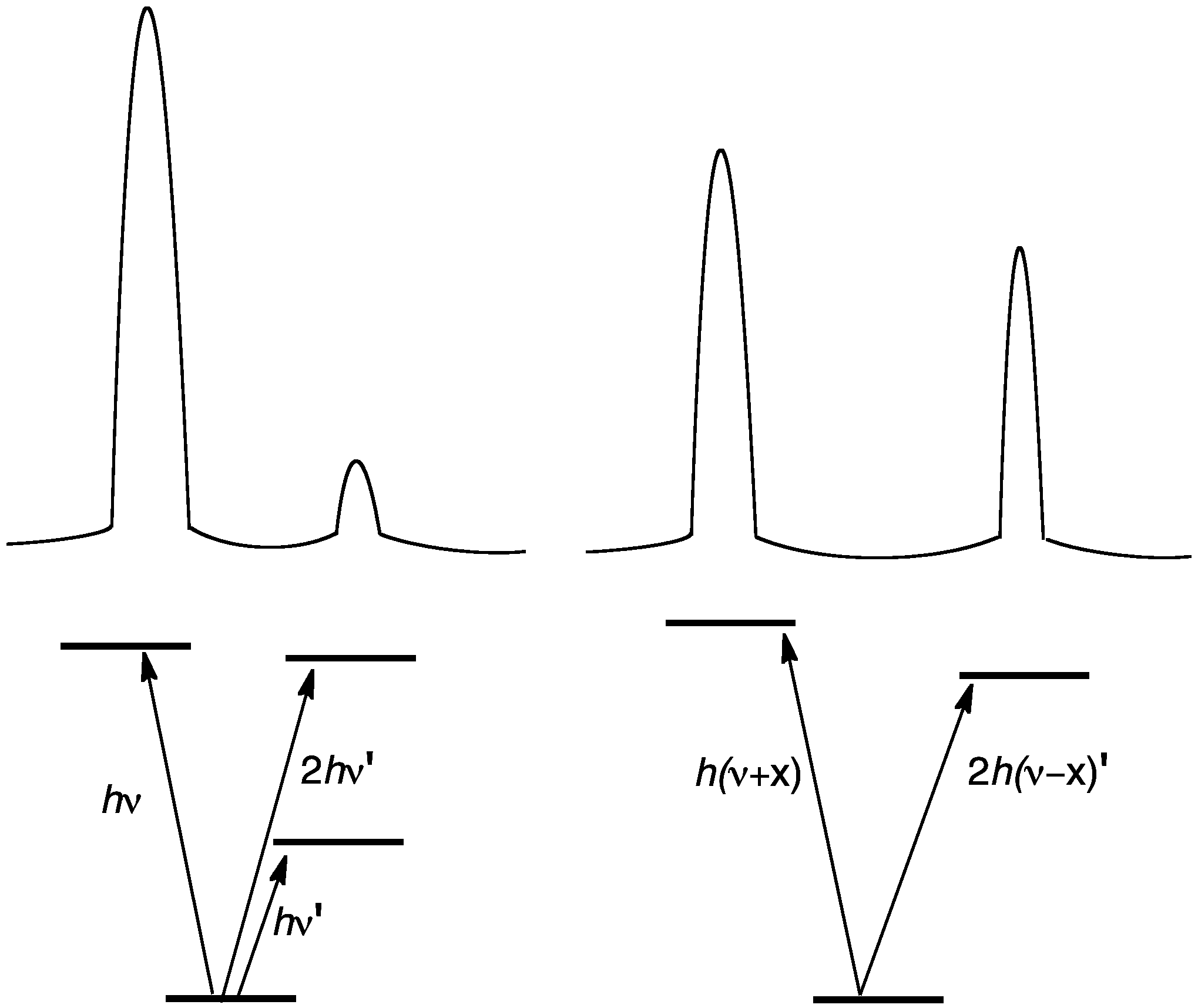
Esquema idealizado de un modo normal y un sobretono antes y después de la resonancia de Fermi. Debajo de los espectros idealizados hay esquemas de nivel de energía idealizados.

Una resonancia de Fermi es el desplazamiento de las energías e intensidades de las bandas de absorción en un espectro infrarrojo o Raman. Es una consecuencia de la mezcla en mecánica cuántica. El fenómeno fue explicado por el físico italiano Enrico Fermi. 

## Reglas de selección y ocurrencia
Se deben cumplir dos condiciones para que ocurra la resonancia de Fermi: 
- Los dos estados vibracionales de una molécula se transforman de acuerdo con la misma representación irreducible en su grupo de puntos moleculares. En otras palabras, las dos vibraciones deben tener las mismas simetrías (símbolos de Mulliken).
- Las transiciones casualmente tienen las mismas energías muy similares.

La resonancia de Fermi ocurre con mayor frecuencia entre excitaciones normales y de tono, si son casi coincidentes en energía. 
La resonancia de Fermi produce dos efectos. Primero, el modo de alta energía cambia a una energía más alta y el modo de baja energía cambia a una energía aún más baja. En segundo lugar, el modo más débil gana intensidad y la banda más intensa disminuye en intensidad. Las dos transiciones se pueden describir como una combinación lineal de los modos principales. La resonancia de Fermi no genera bandas adicionales en el espectro, sino más bien cambios en las bandas que de otro modo existirían. 

## Ejemplos

### Cetonas
Los espectros infrarrojos de alta resolución de la mayoría de las cetonas revelan que la "banda de carbonilo" se divide en un doblete. La separación máxima suele ser de unos pocos cm−1. Esta división surge de la mezcla de νCO y el sobretono de los modos de plegado HCH.

### CO2
En la molécula de CO2, la vibración de flexión ν2 (667 cm−1) tiene simetría Πu. El primer estado excitado de ν2 se denota 0110 (sin excitación en el modo ν1 (estiramiento simétrico), un cuanto de excitación en el modo de flexión ν2 con momento angular alrededor del eje molecular igual a ± 1, sin excitación en el modo ν3 (estiramiento asimétrico)) y se transforma claramente de acuerdo con la representación irreducible Πu. Poner dos cuantos en el modo ν2 conduce a un estado con componentes de simetría (Πu × Πu) + = Σ+g + Δg. Estos se denominan 0200 y 0220, respectivamente. 0200 tiene la misma simetría (Σ+g) y una energía muy similar al primer estado excitado de v1 denotado 100 (un cuanto de excitación en el modo de estiramiento simétrico ν1, sin excitación en el modo ν2, sin excitación en el modo ν3). La frecuencia no perturbada calculada de 100 es 1337cm−1, e ignorando la anarmonía, la frecuencia de 0200 es 1334, dos veces el 667 cm−1 de 0110. Por lo tanto, los estados 0200 y 100 pueden mezclarse, produciendo una división y también un aumento significativo en la intensidad de la transición 0200, de modo que las transiciones 0200 y 100 tienen intensidades similares.